# نادي باولينيا
نادي باولينيا (بالبرتغالية: Paulínia Futebol Clube‏)، أو (بالبرتغالية: Paulínia‏) كما يطلق عليها عادة، هو فريق كرة قدم برازيلي من بباوليستا في ساو باولو، تأسس في 10 يونيو 2004.